# Hamburg-Poppenbüttel
Poppenbüttel ist ein Hamburger Stadtteil im Nordwesten des Bezirks Wandsbek. Bei der Eingliederung nach Hamburg (1937) gehörte es zum früheren Ortsamtsbereich Alstertal.

## Geografie
Poppenbüttel liegt zu beiden Seiten der Oberalster und ist von den benachbarten Stadtteilen durch siedlungsfreie Grünzonen und Landschaftsschutzgebiete, die auf feuchte und teilweise vermoorte Niederungen und Wasserläufe zurückgehen, deutlich abgetrennt: im Westen durch die Susebek-Niederung und das dahinterliegende Raakmoor-Gebiet gegenüber Langenhorn und Hummelsbüttel, im Nordwesten durch die Wiesen am Poppenbütteler Graben gegen das schleswig-holsteinische Norderstedt, im Norden durch Mellingbek und Kupferteich gegenüber Lemsahl-Mellingstedt und im Süden durch das Alstertal gegenüber Wellingsbüttel. Nach Sasel im Osten gehen die Siedlungsgebiete stellenweise ineinander über, teilweise sind sie auch hier durch das Alstertal getrennt.
Der Kupferteich, mit einer Länge von 900 m, entstand, als im 14. Jahrhundert die Mellingbek zum Mühlenteich aufgestaut wurde. Er blieb auch nach dem Verschwinden der Mühlen erhalten. Die ihn umgebende Grünzone dient heute der Naherholung.

## Geschichte
Nachweise für erste Besiedlungen von Menschen in Poppenbüttel gehen auf Fundstellen von Federmessern aus Feuerstein zurück, die am Kupferteich gefunden wurden und von den Nomaden der Wehlener-Gruppe verwendet wurden. Die Datierungen von Fundstellen der Federmesser liegen zwischen ca. 12.000 und 10.800 v. Chr., Ende der letzten Kaltzeit.
Erste feste Besiedlungen des Poppenbütteler Raums sind ab der Jungsteinzeit nachweisbar. Darauf weisen die Hügelgräber Kreienhoop und Vaterunserberg aus Jungsteinzeit (ca. 1.900 v. Chr.) und Bronzezeit (ca. 1.400 v. Chr.) hin. Sie liegen westlich des Kupferteiches, im heutigen Siedlungsgebiet der Straßen Kreienhoop und Ohlendieksredder. Archäologische Grabungen aus dem Jahr 1982 fanden verschiedene Grabbeigaben, wie ein gut erhaltenes Bronzeschwert von 72 cm Länge sowie eine 23 cm hohe Urne aus der älteren Eisenzeit (ca. 750 v. Chr.). Ein weiteres Hügelgrab befindet sich westlich der Poppenbüttler Landstraße und in unmittelbarer Nähe der Parkanlage Restaurant Randel.
Ein aus dem 4. Jahrhundert n. Chr. angelegter Bohlenweg, der quer durch das heutige Wittmoor verlief, gibt ein weiteres Zeugnis über menschliches Leben im Poppenbüttler Raum. Der Bohlenweg war fast 600 Meter lang und bestand aus mindestens 1.800 Eichenbohlen, die 1,4 bis 1,8 Meter lang waren und quer zum Weg verlegt wurden. Sie ruhten auf einer gleisartigen Unterlage von längs des Weges verlegten Balken. Die Art der Verlegung zeugt von hochstehenden, handwerklichen Fähigkeiten und einer großen organisatorischen Leistung. Bislang konnten jedoch weder der Anlass zum Bau des Bohlenweges, die Orte oder Plätze, die der Bohlenweg verbunden hat, noch die Güter, die über das Moor befördert wurden, ermittelt werden.

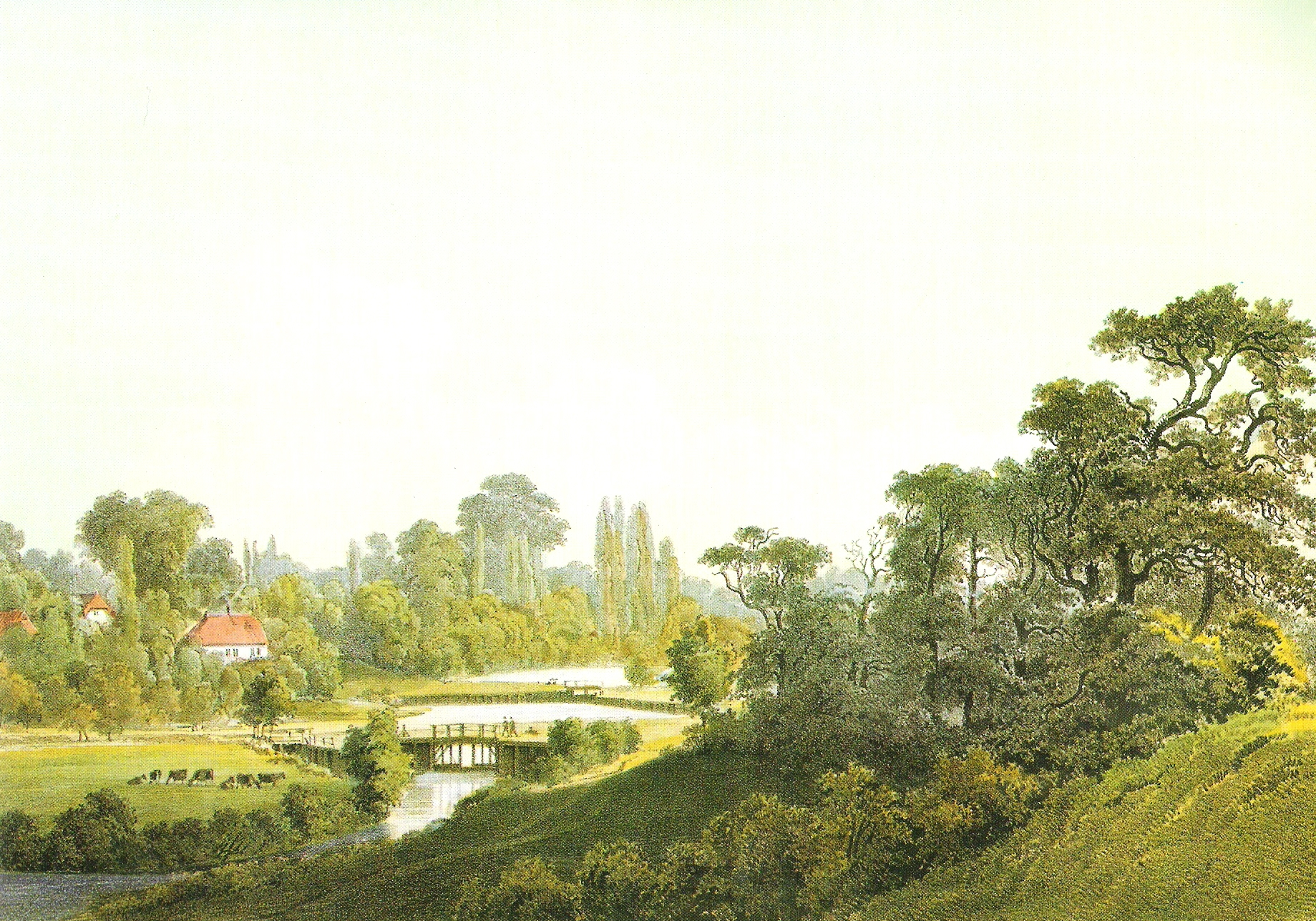
Poppenbütteler Schleuse und Schleusenmeisterhaus im Jahre 1856

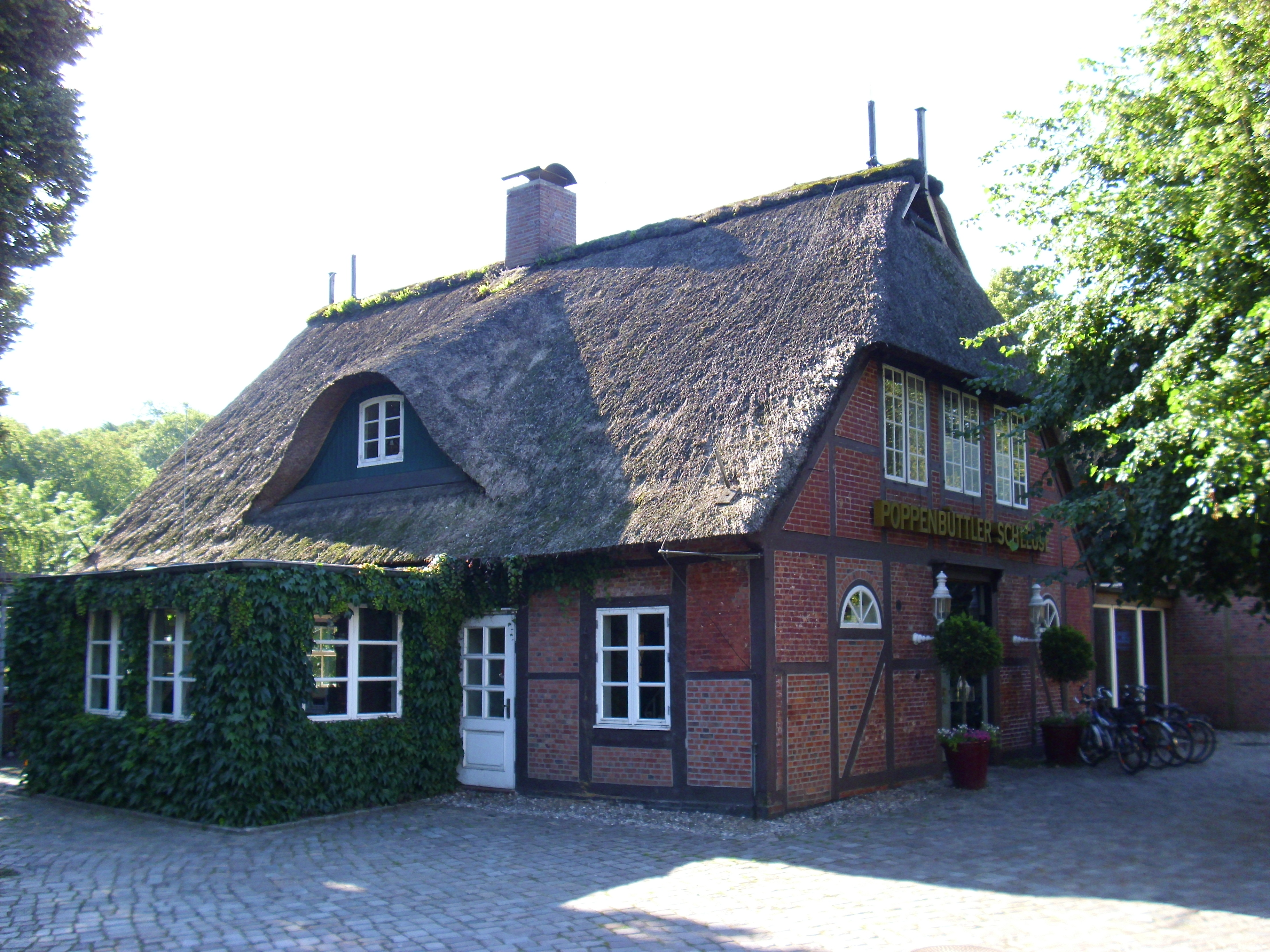
Ehemaliges Schleusenmeisterhaus Marienhof 6

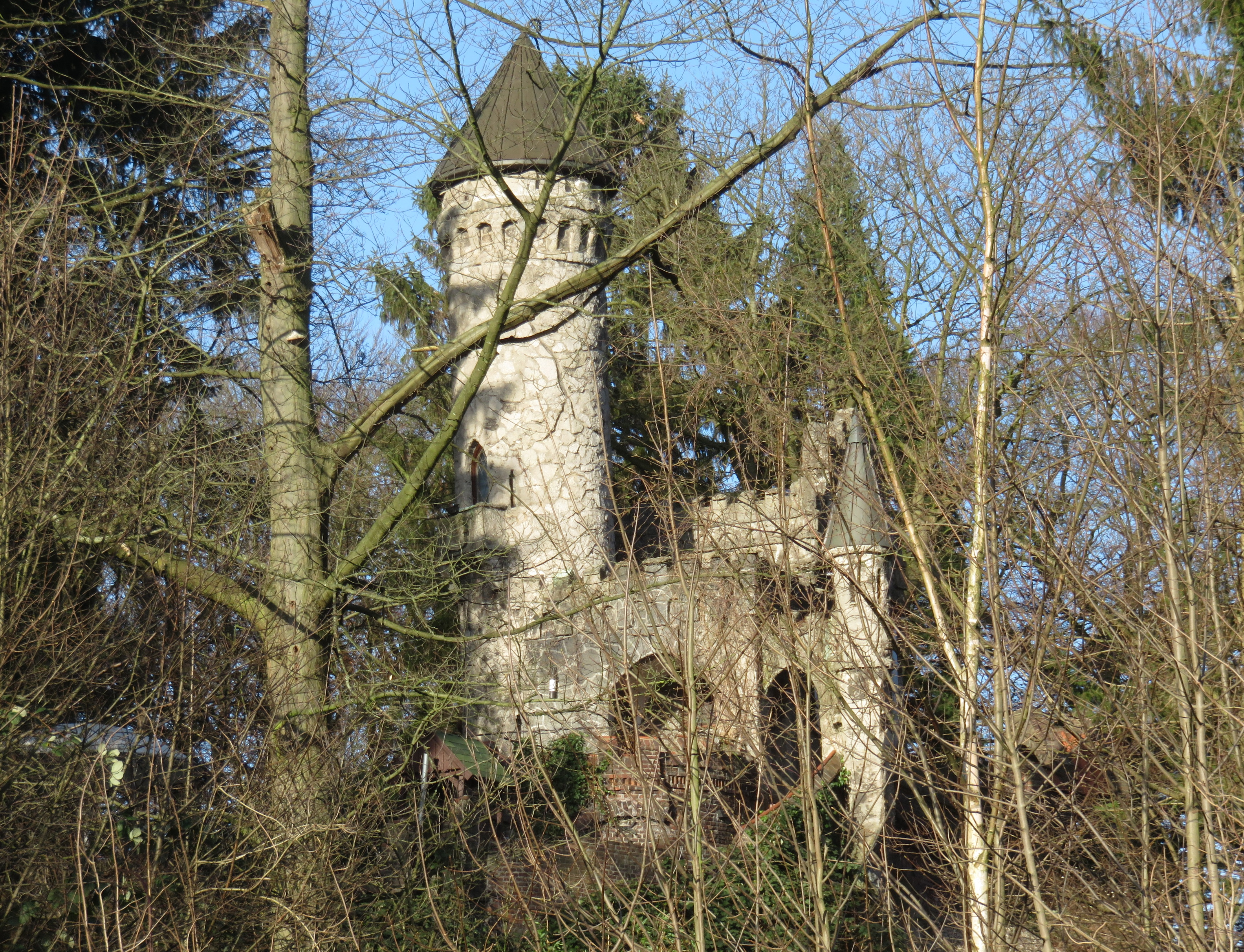
Burg Henneberg (Nachbau)

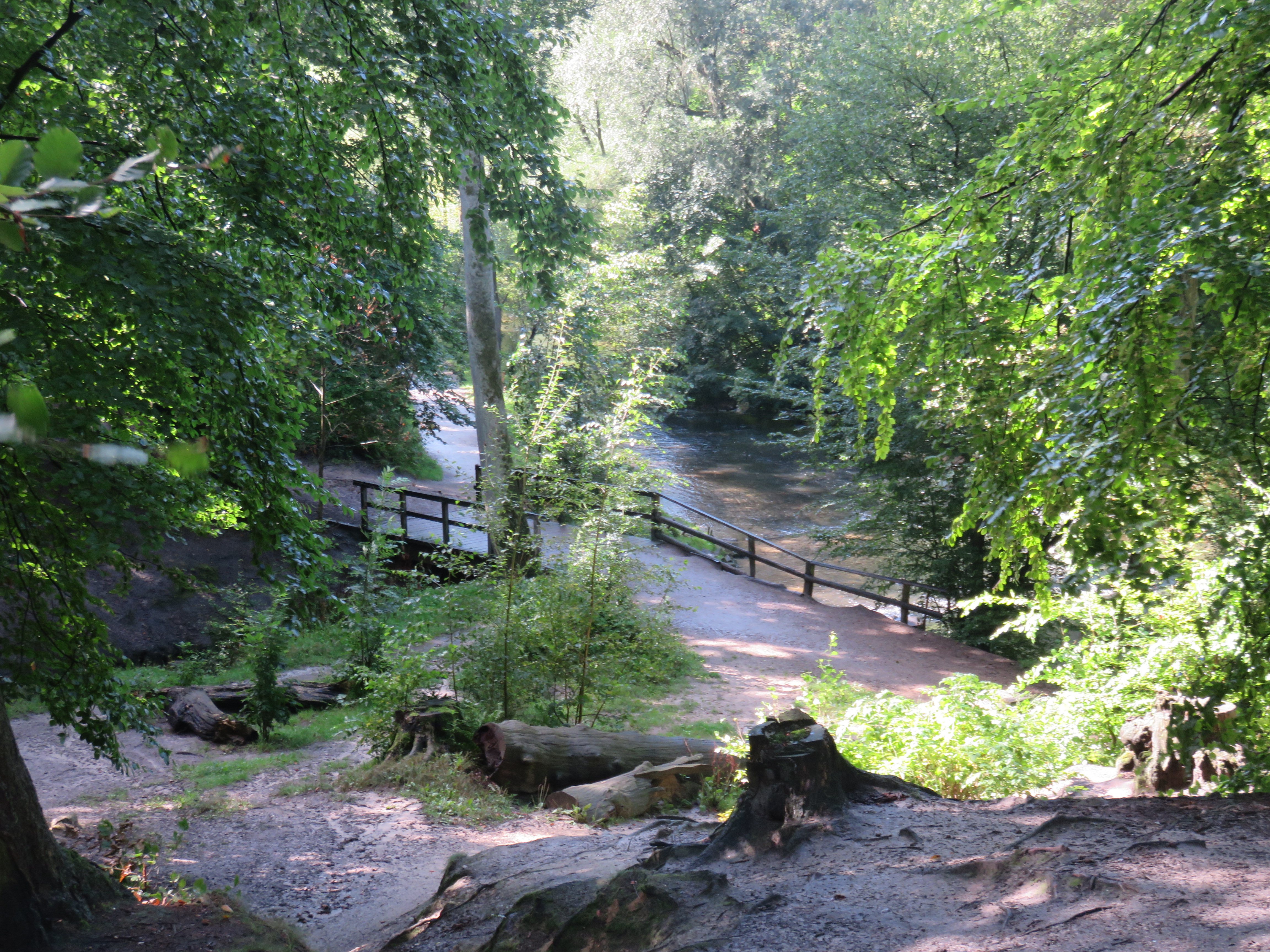
Alsterwanderweg am Randelpark

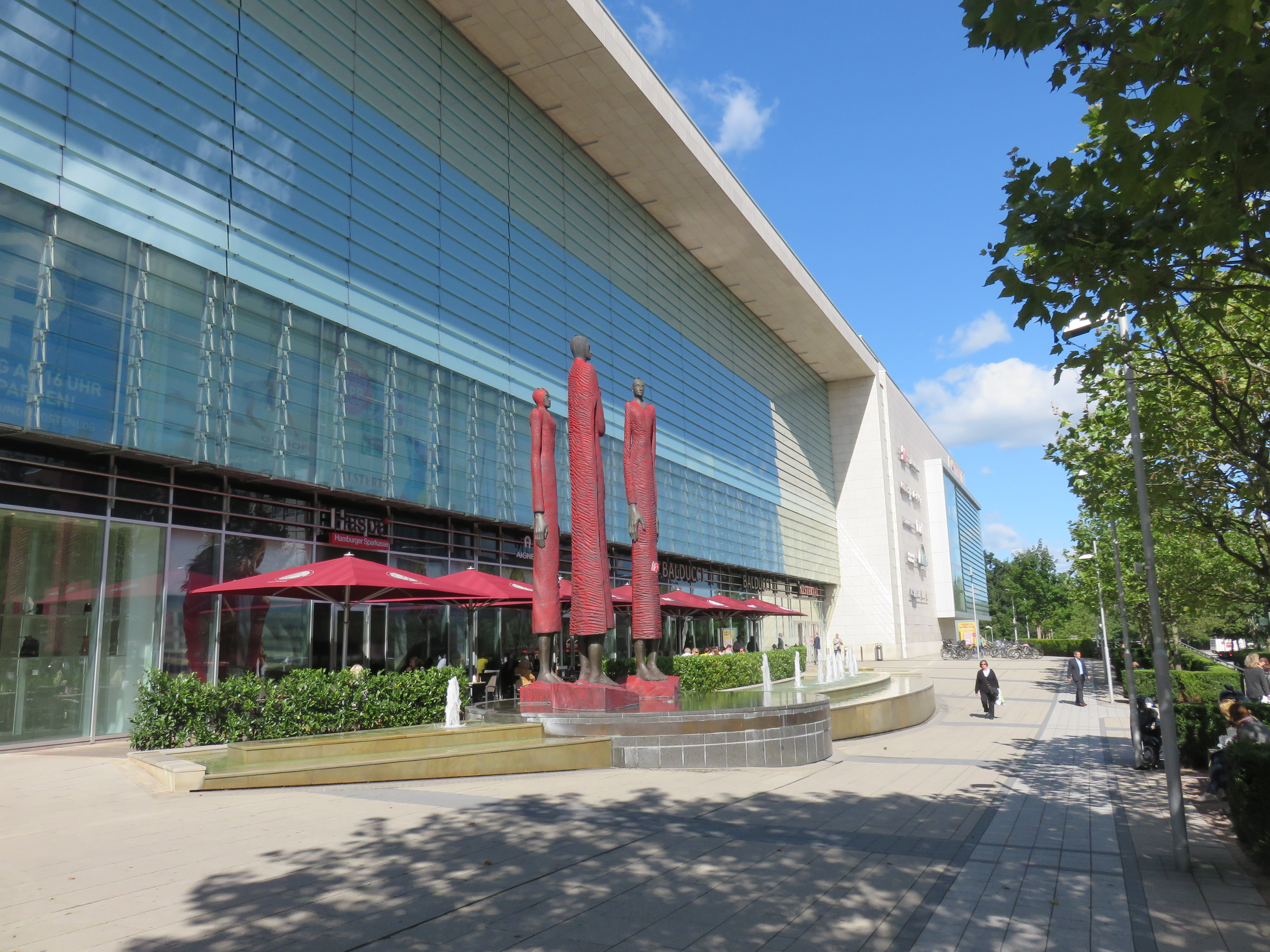
AEZ Eingangsportal mit der Skulptur von Zoyt

Das Dorf Poppenbüttel wurde im Mittelalter erstmals namentlich erwähnt. Die erste Urkunde, die die Existenz Poppenbüttels dokumentiert, geht aus dem Kaufvertrag vom 6. Dezember 1336 hervor. Das ehemals zum Amt Trittau (Vogtei Bergstedt) gehörige Dorf wurde von der Familie Stursse (Stürze) und zum Teil von anderen Besitzern an das Hamburger Domkapitel verkauft, wonach der Wechsel der Eigentümerrechte an den Poppenbütteler Ländereien im Kaufvertrag besiegelt wurde.
Der Name des Ortes wird im Vertrag mit „Poppelenbotle“ angegeben, der sich aus den Wörtern „Poppilo“ und „botle“ zusammensetzt. „Poppilo“ ist die Verkleinerungsform des Namens „Poppo“, den im Mittelalter häufig Priester trugen. „Botle“, aus dem später „Büttel“ wurde, bedeutet Bauwerk, Haus oder Hausgruppe. „Poppelenbotle“ deutet auf das Anwesen des „Poppilo“ hin, der wahrscheinlich das Dorf – deutlich vor 1336 – gegründet hatte.
Laut Urkunde lag das Dorf westlich und oberhalb des Flusses Alster. Es hatte sieben Vollhöfe, vier kleinere Bauernstellen und eine Mühle. Die Vollbauernstellen (Hufen) umfassten jeweils etwa siebeneinhalb Hektar Ackerland, genügend groß, um die Existenz eines Haushaltes zu sichern. Wo die Höfe und die Mühle lagen, ist nicht überliefert. In der Urkunde von 1336 ist auch von Hölzungen und Bau- und Brennholz die Rede. Das die Höfe umgebende Land war lichter Wald, der überwiegend aus Eichen bestand. Das Eichenholz stellte für das Domkapitel einen hohen wirtschaftlichen Wert dar, es wurde für den Bau von Häusern und Schiffen in Hamburg benötigt und wurde über die Alster nach Hamburg geflößt. Die Bauern waren im Mittelalter keine Grundeigentümer, sondern Pächter, die einen Pachtzins an den jeweiligen Grundherren entrichten mussten, in diesem Fall an das Hamburger Domkapitel.
Die grundherrlichen Rechte am Dorf Poppenbüttel lagen von 1336/1389 bis 1803 beim Hamburger Domkapitel, bis es an den dänischen König überging. Unter der Grundherrschaft des Domkapitels gab es im Dorf einen Bauernvogt.
1310 erwarb Hamburg die Rechte und Nutzung über den gesamten Alsterlauf auf Holsteiner Gebiet. Die Nutzung des Alsterlaufes bestand hauptsächlich im Lasttransport, Fischfang und in einem gesicherten Wasserzulauf zum Betrieb der Mühlen.
Um eine schiffbare Verbindung mit der nötigen Wassertiefe zwischen Hamburg und Lübeck zu schaffen, wurden um 1526 mehrere Alsterschleusen als Teil einer zu der Zeit gewaltigen Baumaßnahme geschaffen. Die Poppenbütteler Schleuse wurde 1528–29 mit einer Schleusenkammer von 130 Meter Länge errichtet, in dem zur Schleusung mehrere Alsterkähne Platz fanden. Das untere Wehr der Schleusenkammer (s. Bild von 1856) existiert nicht mehr, es befand sich bei der heutigen Bäckerbrücke. Zuständig für den Schleusenbetrieb war allein der Schleusenmeister, der im Dienst des Hamburger Rates stand. 1529 erhielt der Schleusenmeister an der Poppenbütteler Schleuse mit dem Schleusenhaus einen Amtssitz. Das heute noch existierende Schleusenhaus wurde 1824 errichtet und steht unter Denkmalschutz.
Mit der Übernahme des Dorfes im Jahr 1803 durch Pinneberg und damit unter der Herrschaft des dänischen Königs gab es im Dorf sieben Vollhöfe, 2 Halbhöfe, 10 Viertelhöfe, ein Dreiachtelhof, ein Einachtelhof und 6 Anbauerstellen, die Anzahl der Einwohner betrug 1839 442 und es gab eine Schule mit 90 Kindern.
Etwa 1750–1850 veränderte das Bauerndorf sich durch eine zunehmende Vergewerblichung: Handwerker ließen sich in steigender Zahl im Dorf nieder, dessen Einwohnerzahl dadurch wuchs, die Gewerbetätigkeit in den Kupfermühlen an der Mellingbek wurde ab 1765 um eine Silberschmelze und Münzprägeanstalt (bis 1808) erweitert. Die landesherrlichen Rechte lagen zunächst bei der Grafschaft Holstein-Pinneberg, die 1640 an den dänischen König gingen. Infolge des Deutsch-Dänischen Krieges von 1864 fiel ganz Schleswig-Holstein 1867 an Preußen. 1867–1937 hatte Poppenbüttel eine gewählte Gemeindeverwaltung.
Von etwa 1850 bis zum Ersten Weltkrieg geriet das Dorf zunehmend unter den Einfluss der Großstadt Hamburg. In den 1850er Jahren wurde der größte Teil der Landwirtschaftsfläche aufgekauft und zum Gutsbetrieb der Familie Henneberg zusammengefasst, und in Hohenbuchen entstand ein zweiter Gutsbetrieb. Beide Güter waren seit Ende des 19. Jahrhunderts auf den Absatzmarkt Hamburg u. a. als Milchlieferanten ausgerichtet. Der Mühlenbetrieb wurde 1896 infolge der Konkurrenz durch die moderne Industrie eingestellt. Der Gutsbesitzer Albert Henneberg baute 1887 in seinem Park Marienhof (Arboretum) an der Alster, oberhalb der Poppenbütteler Schleuse die Burg Henneberg, ein Nachbau der Burg Henneberg in Thüringen im Maßstab 1:4 (Burg und Park existieren heute noch).
Seit Ende des 19. Jahrhunderts wurde Poppenbüttel wegen der Schönheit des Alstertals zum Ziel von Wochenendausflüglern aus Hamburg.
Nach einer Verbesserung der Verkehrsanbindung nach Hamburg (Pflasterung der Landstraßen, S-Bahnanschluss 1918) und der Einbringung des Hennebergschen Gutsbetriebs in die ATAG (Alstertal-Terrain Aktiengesellschaft) wurden in den 1930er Jahren große Teile der Gemeinde planmäßig aufgesiedelt (Villen am Alsterlauf, sonst Einfamilienhäuser städtischen Baustils, Wochenendhäuser und Schrebergärten überwiegend für Arbeiter und Angestellte), womit die Einwohnerzahl stark anstieg. Das Dorf wurde zum Hamburger Vorort und im Zuge des Groß-Hamburg-Gesetzes im Jahre 1937 eingemeindet.
Im Zweiten Weltkrieg schnellte die Einwohnerzahl nach oben, als viele Hamburger vor den Flächenbombardements flohen. Die Einwohnerzahl ging auch nach Kriegsende nicht zurück, im Gegenteil wurde die noch recht dörfliche Infrastruktur im Laufe der 1950er und 60er Jahre ausgebaut, um sie der gestiegenen Einwohnerzahl anzupassen, und Poppenbüttel dabei noch enger mit dem Hamburger Siedlungsgebiet verzahnt.
Der Alsterwanderweg im Poppenbütteler Abschnitt wurde um 1951/52 geschaffen, der auf die ehemaligen Treidelpfade entlang der Alster zurückgeht.
1969 wurden große Teile des Stadtteils zum Landschaftsschutzgebiet erklärt, um diese als Erholungsraum zu bewahren; die übrigen landwirtschaftlich genutzten Flächen wurden im Laufe der 70er und 80er Jahre fast alle zugebaut und das Straßennetz für den stark steigenden Individualverkehr ausgebaut. Dabei wurden die restlichen Gebäude mit dörflichem Charakter fast alle abgerissen.
1970 erhielt Poppenbüttel mit dem Alstertal-Einkaufszentrum (AEZ) auf der linken Alsterseite ein zweites Ortszentrum, das in der Folgezeit gegenüber dem ehemaligen Dorfkern auf der rechten Flussseite zunehmend an Gewicht gewann. Im Jahr 2006 wurde das AEZ umgebaut und erweitert. Vor dem neuen Eingangsportal steht die von dem kanadischen Künstler Zoyt geschaffene Skulptur, eine ca. 8 Meter hohe, in Bronze gegossene Dreiergruppe.
Am 22. Oktober 1971 wurde der Polizist Norbert Schmid bei dem Versuch, vor dem Alstertal-Einkaufszentrum Mitglieder der Rote Armee Fraktion (RAF) festzunehmen, erschossen. Norbert Schmid war die erste Person, die von der RAF getötet wurde. Im benachbarten Hummelsbüttel wurde ein Platz nach ihm benannt.
Im nördlichen Teil des Stadtteils entstand 1975 das Neubaugebiet Hamburg-Bau.
Im Jahr 2018 wurde der Baukomplex Poppenbütteler Berg/Ohlendieckshöhe bezogen. Diese Mehrfamilienhäuser bestehen aus Flüchtlingsunterkünften („Unterkunft mit der Perspektive Wohnen“), Sozialwohnungen und frei finanziertem Wohnungsbau. Dieses Bauvorhaben war – wie viele ähnliche Flüchtlingsunterkünfte in Hamburg – politisch stark umstritten. Ein Bürgerbegehren konnte durch einen sog. „Bürgervertrag“ abgewendet werden. Zur besseren Integration in den Stadtteil wurde dort das Begegnungshaus OHLE geschaffen.

### Historische Orte und Gedenkstätten

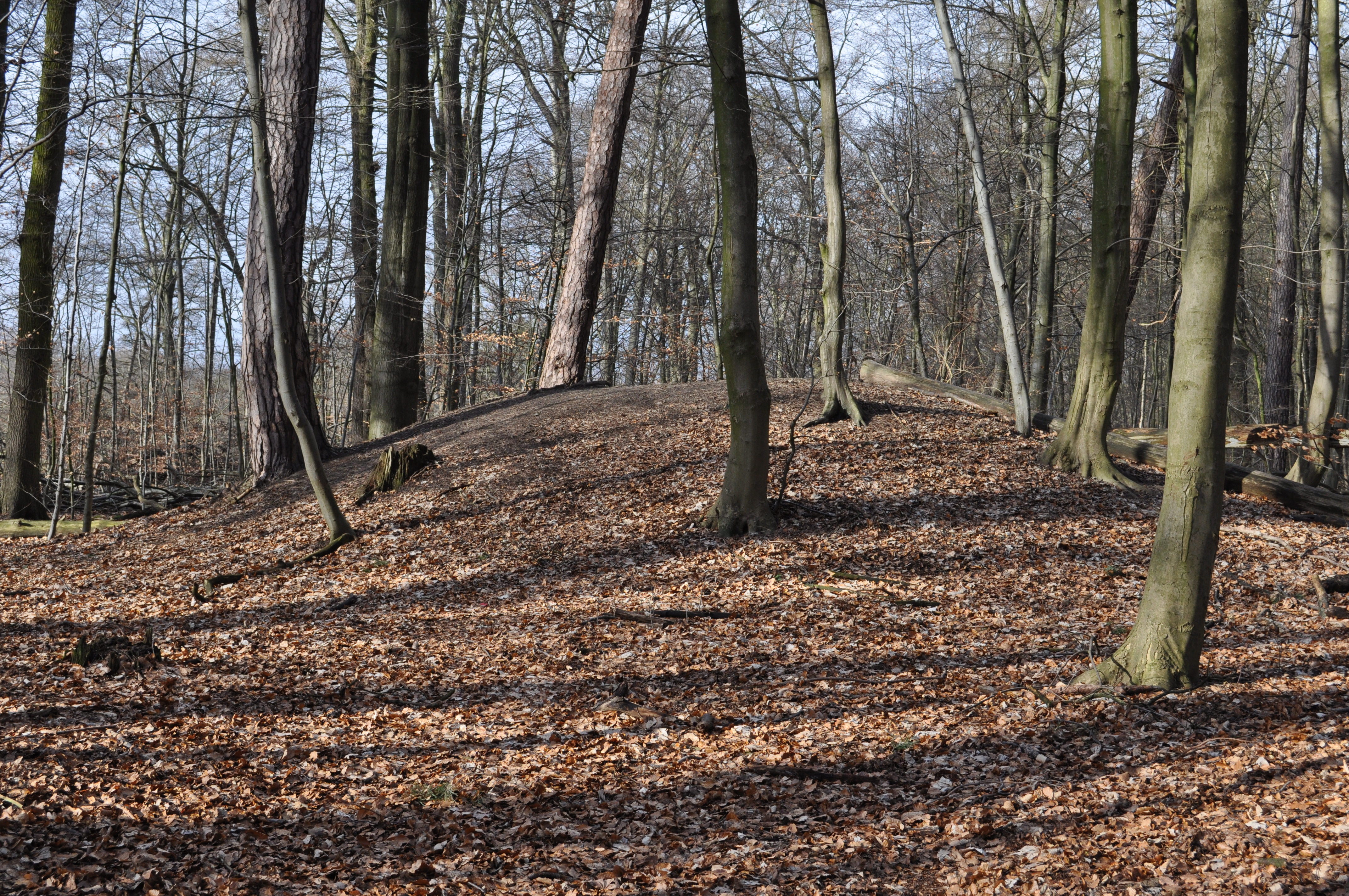
Bronzezeitlicher Grabhügel westlich der Poppenbüttler Landstraße

- Die Moorfläche Poppenbütteler Graben und andere kleinere Flächen im Norden des Stadtteils sind seit 1986/88 Naturdenkmal. Es handelt sich um die Reste einer Kette von Mooren, die früher in den feuchten Niederungen am West- und Nordrand des Stadtteils bestanden hatten.
- Im Stadtteil befinden sich noch drei Hügelgräber mit jungsteinzeitlichen und bronzezeitlichen Gräbern, der Kreienhoopsberg (Ecke Kreienhoop/Moorblick), der sogenannte Vaterunserberg (Straße Am Bronzehügel) und ein weiteres Hügelgrab zwischen dem Restaurant Randel und dem Alsterwanderweg. Sie stehen unter Denkmalschutz: Kreienhoop (Denkmallisten-Nr. 543), Am Bronzehügel (Denkmallisten-Nr. 544) und westlich Poppenbüttler Landstraße (Denkmallisten-Nr. 1143).[7]
- Vom Gutshof der Familie Henneberg an der Alster ist nur der Gutspark geblieben: Das seit den 1860er Jahren bestehende Arboretum Marienhof mit wertvollem Gehölzbestand sowie an seinem Rand die in den Jahren 1884–87 im mittelalterlichen Stil erbaute Burg Henneberg, Hamburgs einzige erhaltene Burg.
- Auf dem Poppenbüttler Marktplatz befindet sich der 1897 errichtete Kaiserstein zum Gedenken an Kaiser Wilhelm I.

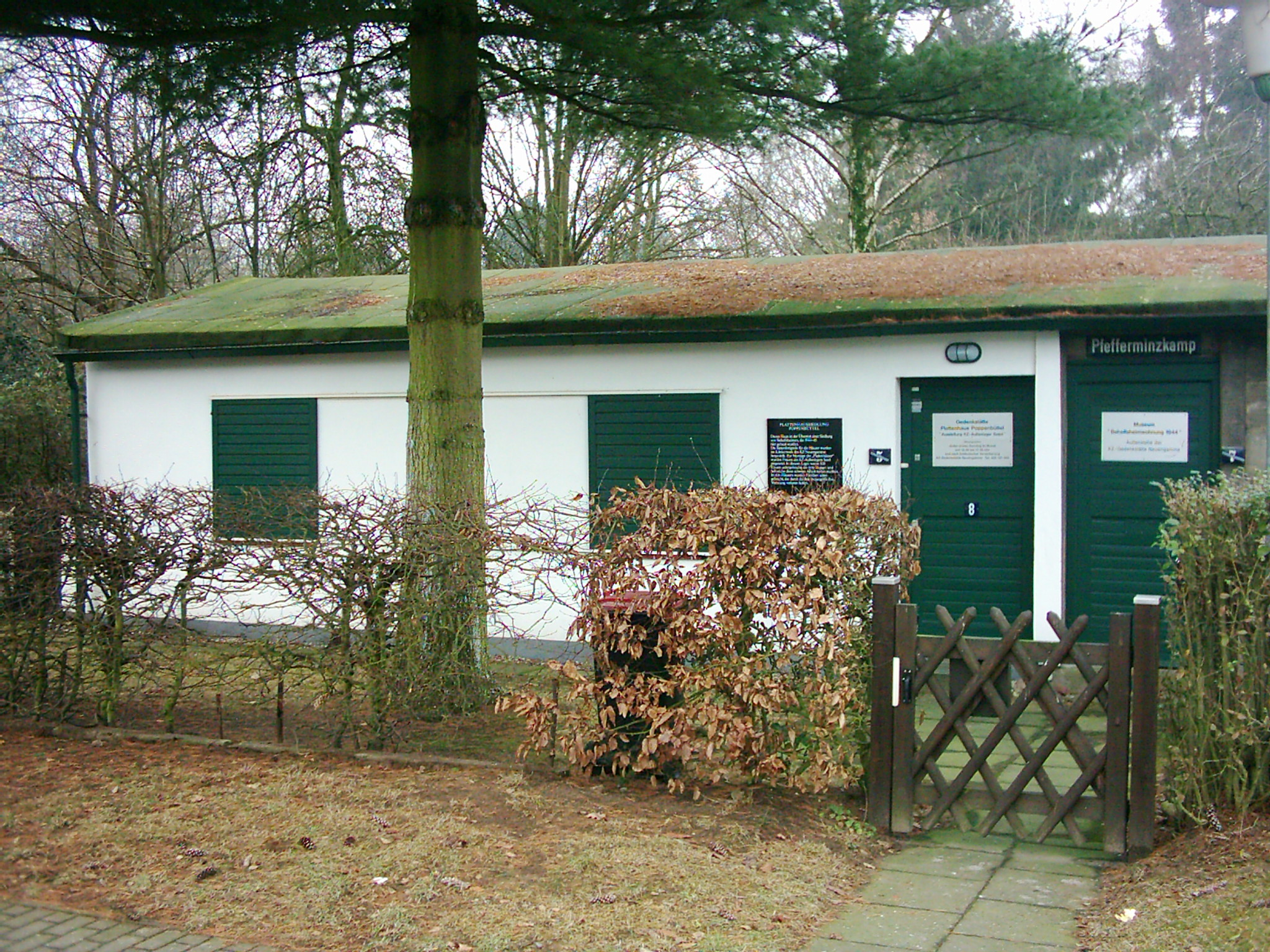
Gedenkstätte Plattenhaus

- Das 1922 errichtete Denkmal für die Gefallenen des Ersten Weltkriegs an der Schleuse wurde 1963 durch einen schlichten Gedenkstein am Alsterwanderweg ersetzt.
- Gedenktafel zur Erinnerung an den zur Zwangsarbeit in der Kriegswirtschaft eingesetzten 29-jährigen Polen Andrzej Szablewski, der am 13. Mai 1942 von der Hamburger Gestapo auf dem Gut Hohenbuchen gehenkt wurde. (Die Gedenktafel ist auf dem Gebiet Hohenbuchen, nahe der Alster aufgestellt.)
- In der Zeit des Nationalsozialismus bestand von September 1944 bis April 1945 in Sasel das KZ-Außenlager Hamburg-Sasel, ein Außenlager des KZ Neuengamme. Die dort gefangenen ca. 500 jüdischen Frauen wurden u. a. eingesetzt, um westlich des Poppenbütteler Bahnhofs eine Plattenhaussiedlung zu errichten, die als Notunterkunft für ausgebombte Hamburger diente. Die Betonfertigteile für die Häuser wurden im Klinkerwerk des KZ Neuengamme hergestellt. In dem einzigen übrig gebliebenen Haus (Kritenbarg 8) ist seit 1985 die Gedenkstätte Plattenhaus eingerichtet, die an das KZ erinnert.

## Bevölkerung

### Poppenbüttler Bevölkerungsdaten
|                                                      | Poppenbüttel   | Vergleichswert Hamburg |
| ---------------------------------------------------- | -------------- | ---------------------- |
| Bevölkerung                                          | 23.901         | 1.899.160              |
| Weiblich                                             | 53,8 %         | 50,8 %                 |
| Männlich                                             | 46,2 %         | 49,2 %                 |
| unter 18-Jährige                                     | 16,8 %         | 16,2 %                 |
| über 65-Jährige                                      | 33,4 %         | 18,3 %                 |
| Durchschnittsalter                                   | 49,2 Jahre     | 42,1 Jahre             |
| Einwohner pro km²                                    | 2.949          | 2.515                  |
| Wanderungssaldo                                      | + 376 Personen | + 6.879 Personen       |
| Anzahl der Haushalte                                 | 11.322         | 1.041.948              |
| Anteil der Haushalte mit Kindern                     | 20,6 %         | 17,8 %                 |
| Arbeitslosenquote                                    | 2,9 %          | 5,3 %                  |
| Anteil von Leistungsempfängern nach SGBII (Hartz IV) | 4,1 %          | 10,3 %                 |
| Ausländeranteil                                      | 8,6 %          | 16,7 %                 |

(Wanderungssaldo: Summe aus Geburten, Sterbefälle, Zu- und Fortzüge)
Poppenbüttel zählt zu den wohlhabenderen Hamburger Stadtteilen. Die durchschnittlichen jährlichen Einkünfte pro Steuerpflichtigen betrugen hier im Jahre 2013 etwa 52.157 Euro und sind höher als der Hamburger Durchschnitt (39.054 Euro).

### Bevölkerungsentwicklung
1769 fand in Holstein die erste Volkszählung statt, gefolgt von Zählungen in den Jahren 1803, 1845 und 1864.
Volkszählungen aus den Jahren 1769 und 1845:
| Jahr | Gesamt | Kinder    | über 60-Jährige | Haushalte | Personen/Haushalt |
| ---- | ------ | --------- | --------------- | --------- | ----------------- |
| 1769 | 234    | 56 (26 %) | 16 (6,8 %)      | 41        | 5,7               |
| 1845 | 498    | -         | -               | 97        | 5,1               |

Zu den Berufen in Poppenbüttel zählten im Jahr 1845:
1 Bäcker, 3 Schlachter, 1 Butterhändler, 2 Gastwirte, 1 Spinner, 1 Weber, 3 Schneider, 6 Schuhmacher, 1 Schmied, 4 Holzsäger, 5 Zimmerleute, 5 Tischler, 1 Rademacher, 3 Kistenmacher, 2 Maurer, 1 Schleusenmeister, zusätzlich Kutscher, Gärtner und Dienstboten. Von den 88 Bediensteten stammten nur 21 aus dem Dorf, die anderen kamen aus der Umgebung.
Erhebungen in den Jahren 1990 bis 2018:
| Jahr | Gesamt | unter 18-Jährige | über 65-Jährige | Haushalte | Personen/Haushalt |
| ---- | ------ | ---------------- | --------------- | --------- | ----------------- |
| 1990 | 22 660 | 16,9 %           | 20,7 %          | -         | -                 |
| 1995 | 22 362 | 16,0 %           | 22,4 %          | -         | -                 |
| 2000 | 22 396 | 15,3 %           | 24,5 %          | -         | -                 |
| 2007 | 22 104 | 14,4 %           | 31,1 %          | -         | -                 |
| 2010 | 22 041 | 14,9 %           | 32,1 %          | 10 421    | 2,1               |
| 2014 | 22 368 | 14,9 %           | 33,2 %          | 10 787    | 2,0               |
| 2018 | 23 948 | 16,5 %           | 32,4 %          | 11 259    | 2,0               |

Versorgung und Besitz: Vergleichswerte Poppenbüttel zum Durchschnitt Hamburg im Jahr 2014.
(Werte in Klammern, je 1 000 der Bevölkerung, Apotheken je 10 000 der Bevölkerung):
| 2014                  | Poppenbüttel | Hamburg       |
| --------------------- | ------------ | ------------- |
| Niedergelassene Ärzte | 114 (5,1)    | 4 593 (2,6)   |
| Apotheken             | 9 (4,0)      | 432 (2,4)     |
| Private PKW           | 10 489 (469) | 609 526 (341) |

## Politik und Verwaltung

### Verwaltung
1937 wurde Poppenbüttel durch das Groß-Hamburg-Gesetz von der preußischen Provinz Schleswig-Holstein nach Hamburg eingegliedert; das Amt Poppenbüttel wurde damit zum Ortsamt Alstertal und die Gemeindeverwaltung Poppenbüttel zur Ortsdienststelle.
1958 wurde die Ortsdienststelle Poppenbüttel in das Ortsamt Alstertal eingegliedert; seine Zuständigkeit erstreckte sich auf die Stadtteile Wellingsbüttel, Sasel, Poppenbüttel und Hummelsbüttel.
2007 wurden mit der Bezirksverwaltungsreform die Ortsämter im Stadtbezirk Wandsbek aufgelöst und im Bezirksamt Wandsbek zusammengefasst. Im bisherigen Ortsamt Alstertal gegenüber dem S-Bahnhof Poppenbüttel (Wentzelplatz 7) wurden Kundenzentren, soziale Dienstleistungszentren und Wirtschafts- und Bauzentren eingerichtet.
Die Polizei Hamburg hat am Poppenbütteler S-Bahnhof das Kommissariat 35. Die Freiwillige Feuerwehr Poppenbüttel besteht seit den 1870er Jahren und hat ihren Sitz seit 1973 im Wehrhaus am Rehmbrook 4.

### Ergebnisse der Bürgerschaftswahl
| Wahljahr  | SPD    | CDU    | Grüne 1) | AfD    | Linke 2) | FDP    | Übrige    |
| --------- | ------ | ------ | -------- | ------ | -------- | ------ | --------- |
| 2025      | 37,6 % | 33,2 % | 12,3 %   | 06,2 % | 04,0 %   | 02,7 % | 04,0 %    |
| 2020      | 45,6 % | 14,9 % | 19,5 %   | 05,4 % | 04,0 %   | 06,8 % | 03,8 %    |
| 2015      | 48,5 % | 19,6 % | 08,6 %   | 06,5 % | 04,3 %   | 10,0 % | 02,5 %    |
| 2011      | 48,2 % | 27,8 % | 07,8 %   | –      | 03,0 %   | 09,8 % | 03,4 %    |
| 2008      | 29,6 % | 51,3 % | 08,1 %   | –      | 03,7 %   | 06,1 % | 01,2 %    |
| 2004      | 27,0 % | 57,0 % | 08,4 %   | –      | –        | 03,6 % | 04,0 %    |
| 2001      | 34,2 % | 31,9 % | 06,4 %   | –      | 00,1 %   | 07,0 % | 20,4 % 3) |
| 1997      | 31,8 % | 39,5 % | 10,5 %   | –      | 00,3 %   | 04,6 % | 13,3 % 4) |
| 1993      | 33,8 % | 32,0 % | 12,1 %   | –      | –        | 05,6 % | 16,5 % 5) |
| 1991      | 39,3 % | 43,0 % | 05,6 %   | –      | 00,2 %   | 09,5 % | 02,4 %    |
| 1987      | 39,3 % | 45,4 % | 04,9 %   | –      | –        | 09,8 % | 00,6 %    |
| 1986      | 34,0 % | 49,8 % | 08,1 %   | –      | –        | 07,4 % | 00,7 %    |
| Dez. 1982 | 41,3 % | 47,7 % | 05,3 %   | –      | –        | 05,6 % | 00,1 %    |
| Juni 1982 | 35,1 % | 51,1 % | 06,4 %   | –      | –        | 06,6 % | 00,8 %    |
| 1978      | 41,3 % | 47,7 % | 02,9 %   | –      | –        | 05,6 % | 02,5 %    |
| 1974      | 34,6 % | 50,5 % | –        | –      | –        | 12,4 % | 02,5 %    |
| 1970      | 44,1 % | 41,5 % | –        | –      | –        | 10,1 % | 04,3 %    |
| 1966      | 54,7 % | 33,0 % | –        | –      | –        | 08,7 % | 03,6 %    |

Für die Wahl zur Hamburgischen Bürgerschaft gehört Poppenbüttel zum Wahlkreis Alstertal – Walddörfer. Bei der Bezirksversammlungswahl gehört der Stadtteil zum Wahlkreis Poppenbüttel, Hummelsbüttel. Bei Bundestagswahlen zählt Poppenbüttel zum Bundestagswahlkreis Hamburg-Nord.
Die örtlichen Verbände der Parteien sind unterschiedlich zugeschnitten: die SPD hat einen eigenen Distrikt nur für den Stadtteil Poppenbüttel, während der Ortsverband der CDU das gesamte Alstertal und der Kreisverband der FDP sogar den gesamten Bürgerschaftswahlkreis Alstertal – Walddörfer umfasst.

## Wirtschaft und Infrastruktur

### Wirtschaft
Die Arbeitsplätze in Poppenbüttel gehören ganz überwiegend dem Dienstleistungsbereich und nur zu einem geringen Maße dem produzierenden Gewerbe an (schon 1987: 87,9 % zu 12,0 %).
Wirtschaftsschwerpunkt des Stadtteils ist das Alstertal-Einkaufszentrum (AEZ) nahe dem Poppenbüttler S-Bahnhof. Es wurde 1970 errichtet und 1975/77, 1988–91 und 2005/06 erweitert und modernisiert. Sein Einzugsbereich erstreckt sich auf den ganzen Nordosten Hamburgs und reicht in das angrenzende schleswig-holsteinische Umland hinein. In seinem unmittelbaren Umfeld haben sich zahlreiche Geschäfte, Restaurationen und Ärzte-Praxen angesiedelt.
Größtes Unternehmen im Stadtteil ist die ECE Projektmanagement GmbH, seit 1970 nahe dem Poppenbüttler S-Bahnhof. Sie verwaltet europaweit 116 Einkaufszentren und realisiert gewerbliche Immobilienprojekte verschiedener Art.
Das Gewerbegebiet am Poppenbütteler Bogen bietet seit 1976 zahlreichen Firmen einen Standort, wie Bijou Brigitte (Modeschmuck, seit 1987 dort ansässig), MR Design Fahnendruck & Display (seit 1997), Reifen Helm, Teppich Stark und Bogdol (Gebäudereinigung, seit 1981).
Als Arbeitgeber in Poppenbüttel wirken auch mehrere Einrichtungen des Betreuten Wohnens: Die Stiftung Hospital zum Heiligen Geist (seit 1950, 1970 neu und ausgebaut) zusammen mit Oberalten-Stift, Marien-Magdalenen-Kloster und Altendank verfügt über 1000 Betreuungsplätze und ist mit 600 Mitarbeitern Hamburgs größtes Alten- und Pflegeheim. Die Parkresidenz Alstertal verfügt über 175 Wohneinheiten und einer angegliederten Pflegeabteilung mit 70 Plätzen. Die Karla und Alfred W. Adickes-Stiftung verfügt über 96 Wohneinheiten (seit 1984). Das Forum Alstertal verfügt über 88 Wohneinheiten (seit 1999, 2. Bauabschnitt 2014).

### Schulen
- Carl-von-Ossietzky-Gymnasium, gegründet 1968 als Gymnasium Müssenredder
- Heinrich-Heine-Gymnasium, gegründet 1975 als Gymnasium Harksheider Straße
- Stadtteilschule Poppenbüttel, hervorgegangen aus der alten Dorfschule, als Volksschule 1934 in Ludwig-Frahm-Schule umbenannt, 1990 Gesamtschule, seit 2010 Stadtteilschule
- Grundschule Hinsbleek, gegründet 1950 als Volksschule
- Grundschule Müssenredder, gegründet 1974 und grenzt direkt an das Carl-von-Ossietzky-Gymnasium an
- Gymnasium Oberalster, 1945 gegründet und 1959 in einen Neubau an der Grenze zum benachbarten Stadtteil Sasel verlegt

### Verkehr

#### S-Bahn und Busverkehr

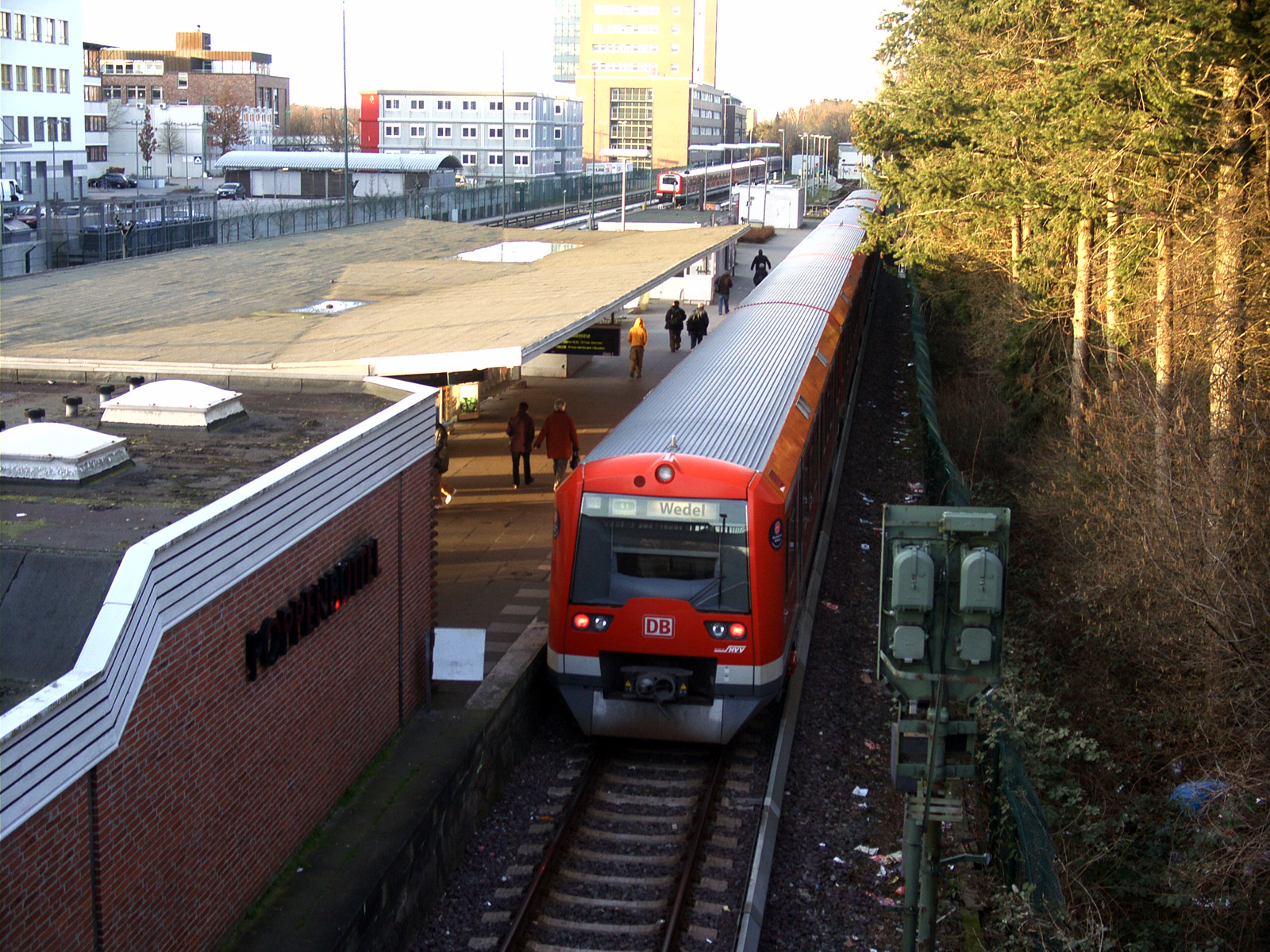
Zug der Linie S1 im Bahnhof Poppenbüttel

Der Bahnhof Poppenbüttel ist der Endpunkt der Alstertalbahn, die in Ohlsdorf beginnt. Sie wurde 1918 in Betrieb genommen und 1924 an die elektrische Vorortbahn angeschlossen. Die Endstation Poppenbüttel entwickelte sich in der Folgezeit zum Knotenpunkt für etliche Buslinien und später auch zur Anlaufstelle für Park-and-Ride-Verkehr.
2013 wurden der S-Bahnhof und Busbahnhof sowie die Fußgängerüberführung über die S-Bahngleise zwischen dem Wentzelplatz und Stormarnplatz renoviert, komplett überdacht und barrierefrei umgestaltet.

#### Straßenverkehr
Die Alsterbrücke in Poppenbüttel (Bäckerbrücke) stellt auf einem 11 km langen Abschnitt am Oberlauf der Alster für Kraftfahrzeuge die einzige Möglichkeit der Alsterquerung dar und ist Teil des Hamburger Ring 3, so dass sie ein starkes Verkehrsaufkommen zu verkraften hat.

## Kultur, Veranstaltungen und Sport

### Kirchen
- Die evangelisch-lutherische Kirchengemeinde Poppenbüttel entstand 1948 durch Herauslösung aus dem Kirchspiel Bergstedt. Infolge der wachsenden Bevölkerungszahl des Stadtteils hat sie drei Kirchengebäude: die Marktkirche (erbaut 1955/56) im alten Ortskern, die Simon-Petrus-Kirche (erbaut 1963/64) im Norden des Stadtteils und die Philemon-Kirche (erbaut 1968/69) im Westen, letztere in Hummelsbüttel liegend.
- Die katholische Kirchengemeinde St. Bernard erhielt 1955 ein Gotteshaus nahe der Grenze zu Sasel.

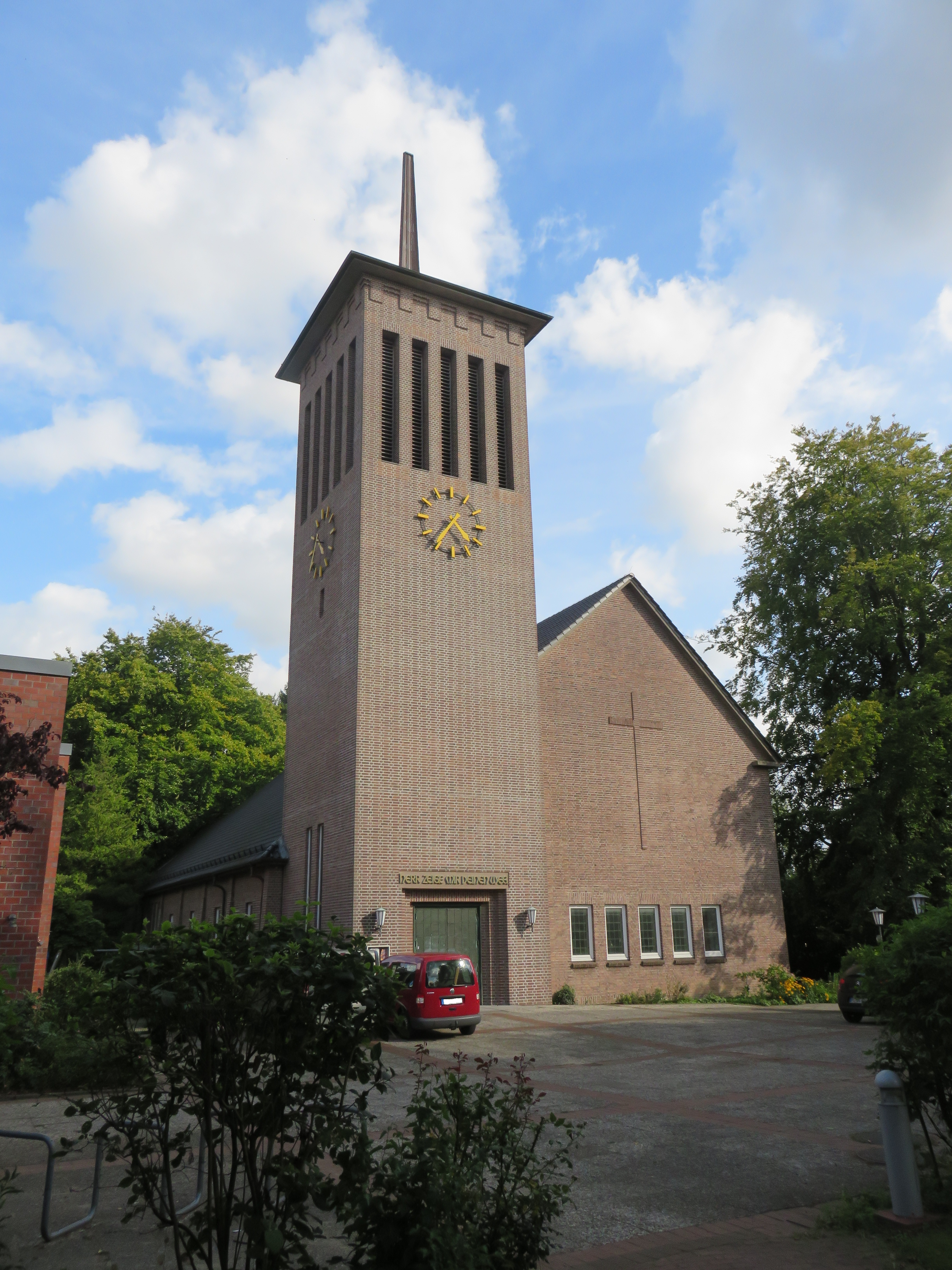
Marktkirche Poppenbüttel
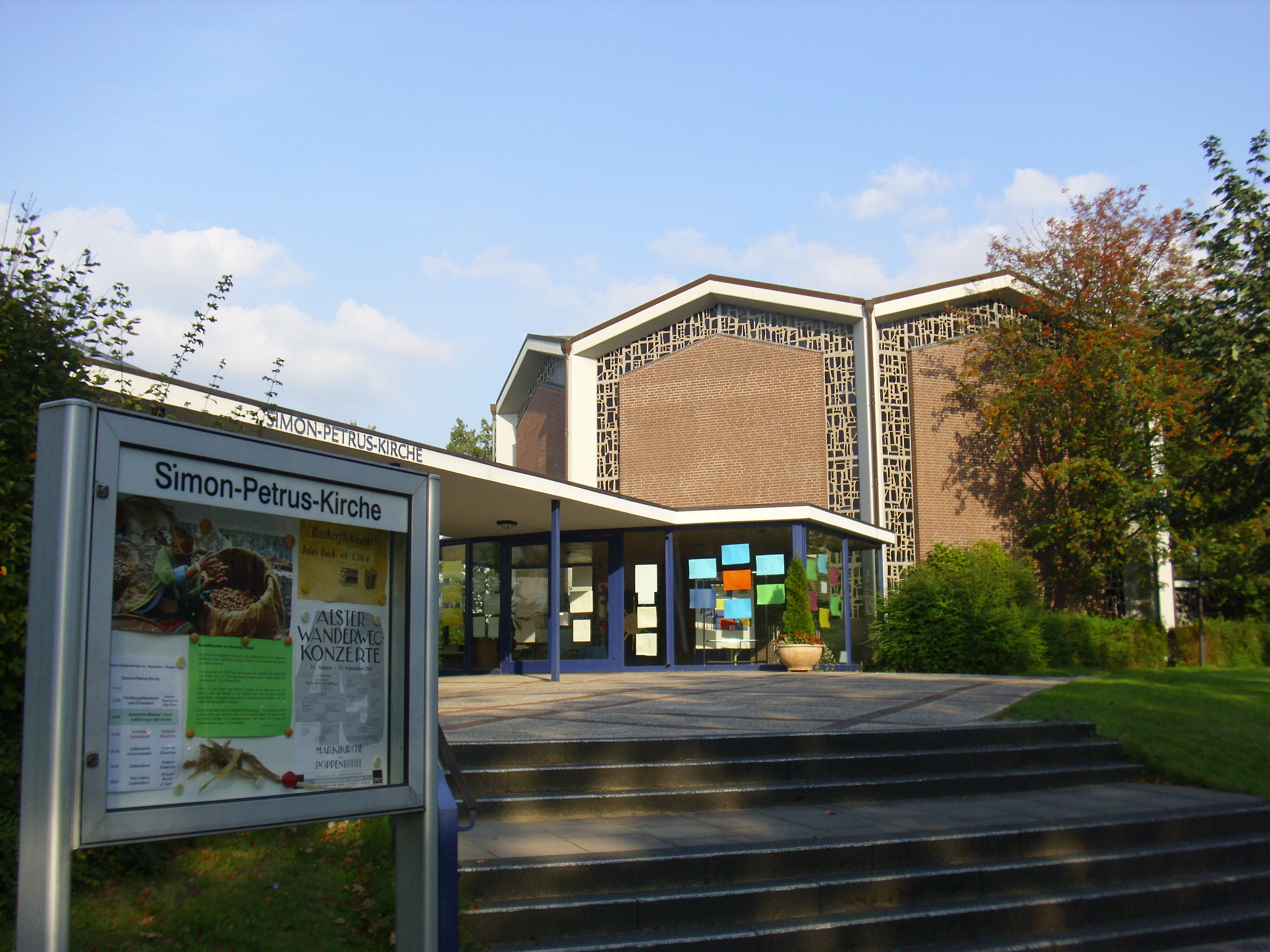
Simon-Petrus-Kirche
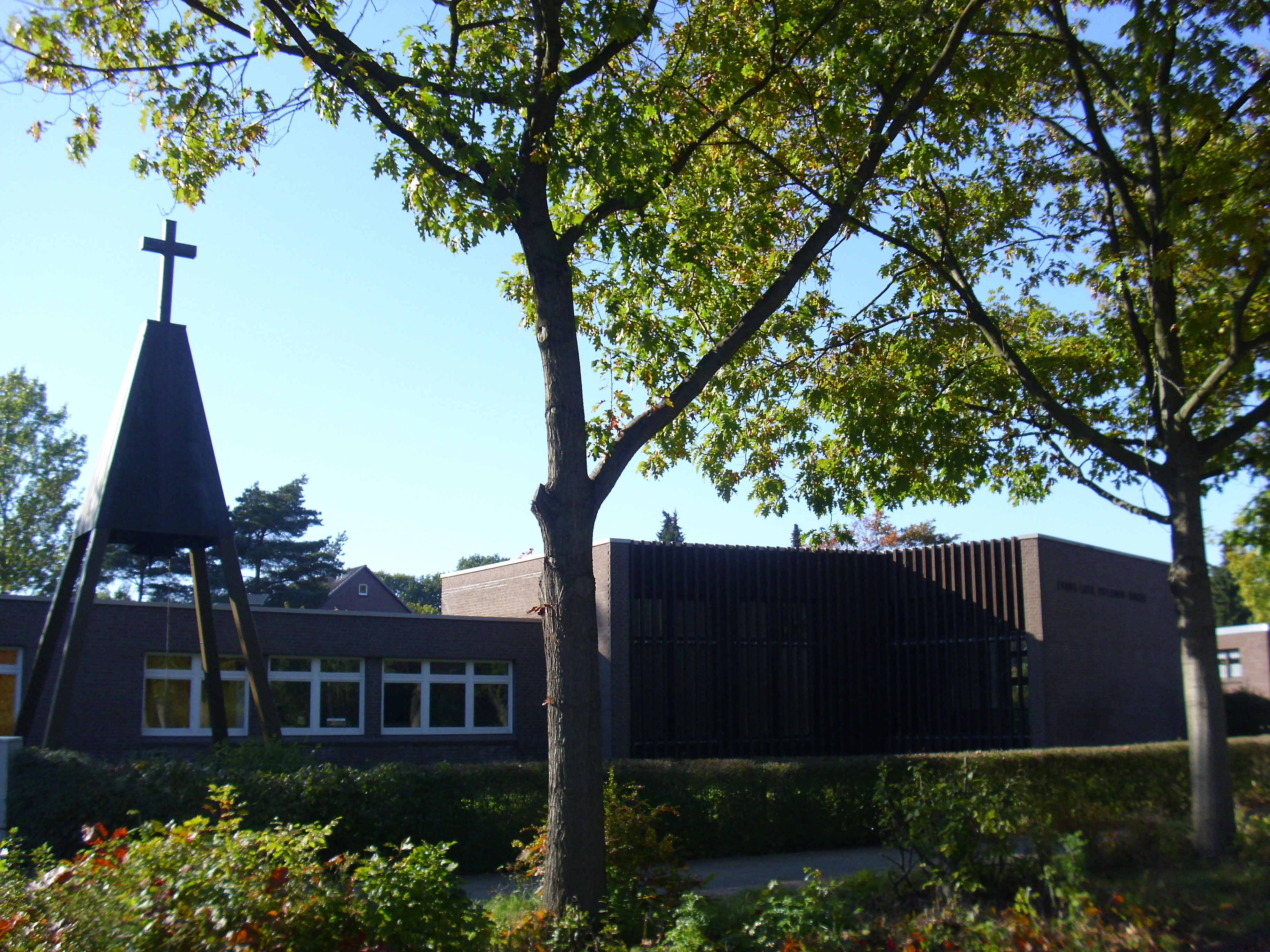
Philemon-Kirche
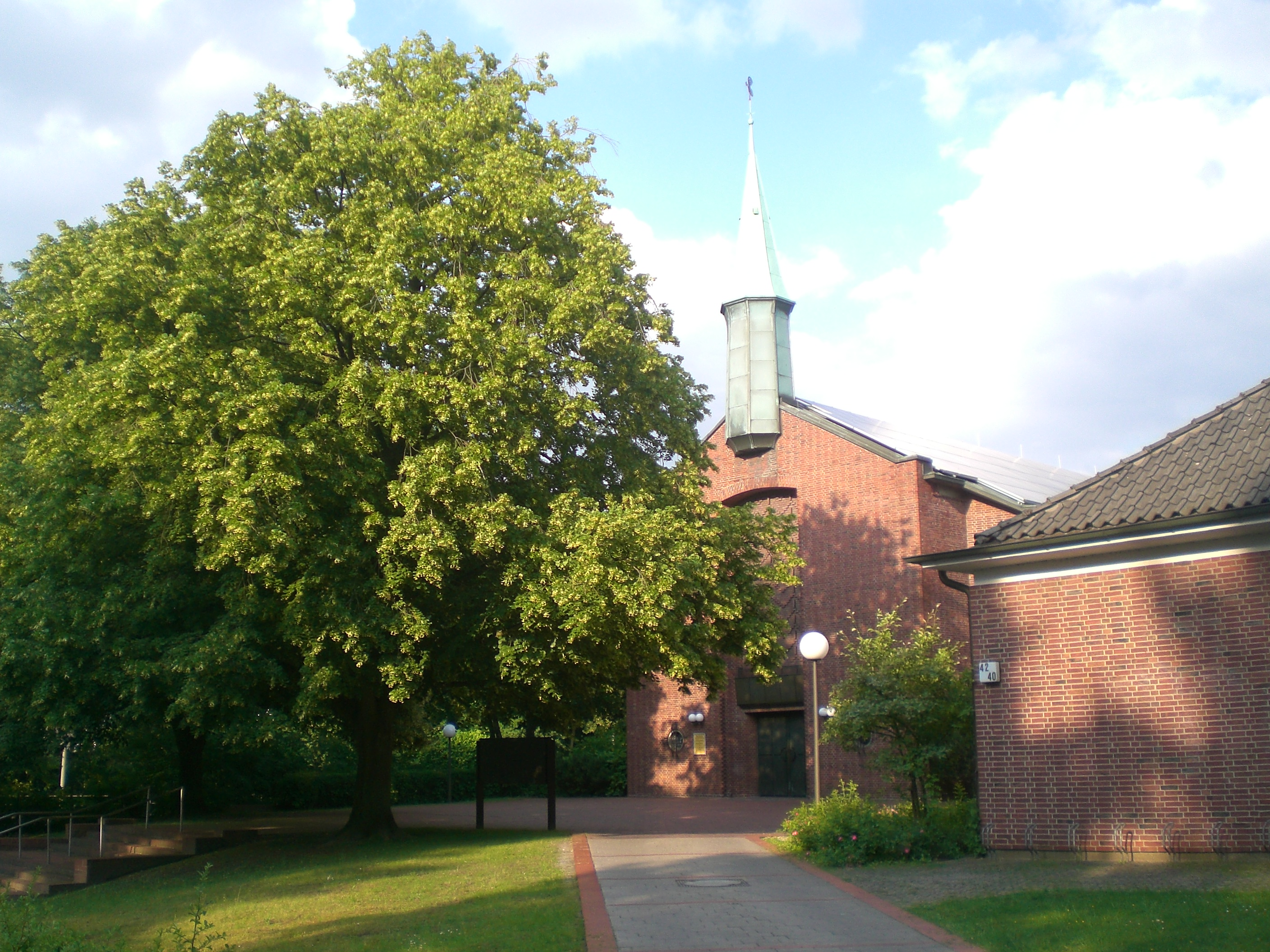
St. Bernard Kirche

### Veranstaltungen und Information
- Die beiden Öffentlichen Bücherhallen der Stadtteile Poppenbüttel und Sasel wurden 2007 in neuen Räumlichkeiten, nahe dem Alstertal-Einkaufszentrum zusammengefasst.
- Das Forum Alstertal nahe dem Alstertal-Einkaufszentrum ist seit 1999 ein Veranstaltungszentrum für öffentliche Konzerte, Ausstellungen und Firmenschulungen.
- Die Henneberg-Bühne besteht seit 1981 und ist eine Amateurtheatergruppe mit dem Schwerpunkt auf die niederdeutsche Sprache und hat seit 1993 einen Shantychor.
- Die Liedertafel Amicitia, ein 1874 gegründeter Männergesangverein, besteht  seit 1991 als gemischter Chor.
- Der Alsterverein wurde 1900 in Poppenbüttel als Heimatverein gegründet und hat seit 1957 seinen Sitz im Torhaus in Wellingsbüttel, wo er das Alstertal-Museum mit angeschlossener Bibliothek unterhält.
- Der Bürgerverein Sasel-Poppenbüttel, 1955 gegründet, pflegt die Heimatverbundenheit.
- Das Freizeitzentrum MeridianSpa Alstertal bietet seit 2004 nahe dem S-Bahnhof einen Wellnessbereich mit Sauna, Solarien und Swimmingpool.
- Die Kantorei Poppenbüttel wurde 1946 gegründet und veranstaltet u. a. seit 1962 die Alsterwanderweg-Konzerte.
- Die Burg Henneberg, in der regelmäßig Konzerte, Lesungen, Seminare stattfinden, ist seit 2014 der Öffentlichkeit zugänglich.
- Das Haus der Jugend liegt zwar auf Poppenbütteler Gebiet, wird aber vorrangig von den Jugendlichen der auf Hummelsbütteler Gebiet liegenden Großsiedlung Tegelsbarg genutzt.

### Sport
- Der Sportclub Poppenbüttel von 1930 e. V. (SCP) wurde 1930 als Fußballverein gegründet. Er nahm seit 1949 zahlreiche weitere Sportarten auf und wuchs zur mitgliederstärksten Organisation im Stadtteil und zu einem der größten Sportvereine in Hamburg heran.